# Белый колокольчик
«Белый колокольчик» (латыш. Baltie zvani) — советский короткометражный документально-игровой фильм 1961 года Рижской киностудии по рассказу Герца Франка; дипломная ВГИКовская работа режиссёра Ивара Краулитиса. Один из дюжины фильмов входящих в Латвийский культурный канон.
Фильм отмечен призами на Международном кинофестивале в Сан-Франциско (США, 1962) и Международном фестивале короткометражных фильмов в Оберхаузене (ФРГ, 1964), а в 1995 году на Международном фестивале короткометражного кино в Клермон-Ферране включён Ассоциацией кинокритиков в список ста лучших короткометражных фильмов мира.

## Сюжет
Это рассказ о том, как маленькая девочка бродит по городу в надежде найти обронённый ею букетик белых цветов и как шоссейный каток, символизирующий здесь большой город, пощадил её сокровище.
Киноновелла «Белый колокольчик» создана как повесть о нашем социалистическом городе, его мощи и гуманной сущности.
Рига, раннее утро, маленькая девочка бродит по улицам, с любопытством наблюдая за жизнью большого города. Город просыпается, люди спешат, машины едут, у магазинов разгружают товар — продукты и стойматериалы, одежду и книги — всё чем жив человек, обычный груз обычного дня. Но вдруг в витрине цветочного магазина она видит букет настоящих белых колокольчиков. Очарование этих весенних цветов завораживает её. Девочка хочет купить их, но роняет свои три копейки. С грустью она бредёт дальше, вдруг видит грузовик с такими же цветами — бежит за ним, и отправляется в путешествие по улицам города в надежде отыскать где-то там заветные колокольчики…

…её импульсивное скитание по улицам Риги, радость при виде блестящей никелированной фигурки оленя на капоте «Волги» или цветов — белых колокольчиков — в витрине цветочного магазина, а затем и переживание по поводу потери своего букета — всё это сдирижировано творческой группой фильма.— кинокритик Дита Риетума
Она найдёт эти чудесные, как из сказки, цветы, но на обратном пути домой, переходя улицу, в суматохе уронит их на асфальт — пешеходам загорается «красный» и сотни машин проносятся — удивительно, но не задев цветы… и тут появляется каток: его водитель, заметив колокольчики, тормозит тяжёлую махину перед ними… и, кажется, весь город останавливается перед Мечтой девочки.

## В ролях
В главной роли маленькой девочки — Ильзе Зарина.
Эпизодичные в фильме исполнили роли Олга Круминя, оператор фильма Улдис Браунс и другие.
Жители и гости города Риги.

## О фильме
Фильм — дипломная ВГИКовская работа режиссёра Ивара Краулитиса, рецензентом по работе приказом ректора был назначен Ростилав Юренев.
В фильме нет ни одного диалога, нет дикторского текста, действие сопровождается лишь музыкой и уличным шумом, нет декораций — все съёмки велись на улицах, при этом уличное движение не прерывалось, поэтому в фильме участвуют все рижане, которые в эту минуту находились вблизи — кроме работы в составе съёмочной группы оператор Улдис Браунс сам, без ассистента и режиссёра, в одиночку по утрам ходил «на охоту» за уличными сценками.

Съёмки велись на рижских улицах, прохожие подчас и не подозревали, что вовлечены в игру. Тем самым режиссёр и оператор убрали налёт сентиментальности, присутствовавший в сценарии, причём они так исккуссно сплавили игровые сцены с документальными, художественный вымысел с реальностью, что некоторые приняли фильм за документальный репортаж. Исчезла границам между действительным и вымышленным. Её стёрла образность киноязыка.— автор сценария Герц Франк

## Критика
В «Белых колокольчиках» непринужденное, свободное развитие сюжета на первый взгляд подчинено фантазии ребёнка. На самом деле все определено глубоким и поэтическим авторским замыслом, в том числе и то, что снято скрытой камерой. Принципы «киноправды», соединение документальных кадров с большой образно выраженной идеей получили смелое творческое толкование в произведении молодых кинематографистов — сценариста, режиссёра, оператора, композитора. Большая доля успеха картины и в работе звукооператоров.— Кино Советской Латвии / И. Л. Сосновский. — М.: Искусство, 1976. — 135 с. — стр. 91

И все же это киностихотворение так и осталось бы реминисценцией на темы «Красного шара» Ламорисса, если бы в фильме поверх сюжетных перипетий не возник удивительный образ города — правдивый и монументальный, непосредственный и драматичный. втором этого образа, художником, с ярким самобытным мироощущением был оператор Улдис Браун.— История советского кино: 1952—1967. — М.: Искусство, 1978. — стр. 279

Хрестоматийный фильм, давший старт новому отсчёту времени в истории латышского кино. Поэтическое эссе, в котором отслежен путь маленькой девочки по Риге 60-х годов, стало началом новой документальной киношколы. … Именно в этой короткометражке авторы и нашли ту стилистику, ту поэтическую условность, которой позже широко пользовались мастера рижского документального кино.— кинокритик Дита Риетума